# Charles-Emmanuel de Savoie-Nemours
Charles-Emmanuel de Savoie-Nemours, francoski plemič in vojskovodja, * 12. februar 1567, † 1595.
Po smrti svojega očeta Jacquesa Nemoursa je leta 1585 nasledil grofovski naziv, katerega je imel do svoje smrti. Nasledil ga je brat Henri Nemours.